# أولاد مكودو
 أولاد أمكودو (بالإنجليزية: OULAD MKOUDOU) هي جماعة قروية تابعة لإقليم صفرو ضمن جهة فاس مكناس بالمغرب. بلغ مجموع عدد سكان  أولاد أمكودو حسب إحصاءات 2004 حوالي 7821 نسمة يعيشون في 1523 أسرة.

## إحصاء عام
| السنة | عدد السكان | عدد الأسر | عدد الأجانب |
| ----- | ---------- | --------- | ----------- |
| 1994  | 8364       | 1335      | °°°°        |
| 2004  | 7821       | 1523      | 0           |

## دواوير الجماعة
1. دوار بودرهم
2. دوار اولاد مكودو
3. دوار دار حقون
4. دوار عين بيطة
5. دوار اولاد امبارك
6. دوار اولاد مريان
7. دوار امغيلة
8. دوار تيشدّادين
9. دوار ايگلي
10. دوار عيشون
11. دوار عين تيمدرين
12. دوار عين عقدة
13. دوار تاغيت
14. دوار تاغروت